# Charles Seignobos
Charles Seignobos (Lamastre, 10 de setembro de 1854 - Ploubazlanec, 24 de abril de 1942) foi um historiador francês especializado na III República Francesa e membro da Liga dos direitos do homem.
Filho de Charles-André Seignobos, deputado do Ardèche (1871-1881 e 1890-1892) e Conselheiro Geral da Lamastre (1852-1892), fez seu bacharelado em Tournon ao mesmo tempo de Stéphane Mallarmé, em 1871. Após seus estudos mudou-se para a Alemanha, passando a residir em Göttingen, Berlim, Munique e Leipzig, onde se deixará influenciar pelo historicismo de Leopold von Ranke, que dizia que o historiador jamais deveria introduzir em seu trabalho nenhum tipo de reflexão teórica, sendo neutro diante do estudo da história.
Foi nomeado professor na Universidade de Dijon em 1879 e professor na Escola de Estudos Internacionais e Políticos (HEI-HEP), defendendo sua tese de doutorado em 1881, sendo nomeado para a Sorbonne após o doutorado. É considerado um dos fundadores, junto de seu amigo, o fisiologista Louis Lapicque, da comunidade científica e humanista Sorbonne-Plage, em L'Arcouest, próximo de Paimpol.
Considerado com Charles-Victor Langlois como um dos líderes da escola metódica da história na França, Seignobos é o autor de numerosos livros de história política que aplica o método histórico alemão. São eles os autores da obra Introdução aos estudos históricos, publicada em 1898. Nesta obra foram definidas as linhas do que seria chamado de "história metódica, tais como o estudo em ordem cronológica, leitura crítica da fontes manuscritas e o uso de documentos oficiais como fundamental para a construção da história. Dessa forma a história deveria ser elaborada distanciada de qualquer especulação filosófica e visando uma objetividade absoluta. Sobre a forma de produção historiográfica desenvolvida por Langlois e Segnobos, no seu famoso livro "Introdução aos Estudos Históricos" ele  diz o seguinte:
| “ | Já muitos pensadores, que, em sua maioria não são historiadores de profissão, buscaram a história como objeto de suas meditações, procuraram nela encontrar "similitudes" e "leis'": alguns chegaram mesmo a acreditar que haviam descoberto "as leis que presidem ao desenvolvimento da humanidade" julgando, deste modo, que haviam constituido a história como ciência positiva. Estas amplas construções abstratas inspiram, não apenas no público, mas até nos espíritos de escol, uma desconfiança a priori, que é invencível: Fustel de Coulanges, escreveu seu último biógrafo, era severo com a Filosofia da história; demonstrava, em relação a estes sistemas, a mesma aversão que os positivistas nutrem pelos conceitos puramente metafísicos. Com ou sem razão (sem razão, é indubitável), a Filosofia da história, por não ter sido cultivada apenas por homens bem informados, prudentes e de vigorosa e sadia inteligência, caiu em descrédito. | ” |

Na obra, Seignobos e Langlois definem as regras de escrita da história, com o objetivo de divulgar os procedimentos e princípios da prática da história científica entre os jovens estudantes e historiadores. Na sua definição, a história tinha como objetivo descrever “por meio de documentos” as sociedades passadas e suas metamorfoses. O documento e sua crítica eram assim essenciais para distinguir a história científica da história literária. Para Seignobos, a prática científica da história deveria ficar restrita ao ensino superior e aos períodos recuados. Os historiadores de profissão deveriam, portanto, rejeitar os estudos sobre o mundo contemporâneo, uma vez que nesse campo seria impossível afastar os amadores. 